# Otto Vitense (Politiker)
Karl Otto Vitense (* 19. Juli 1912 in Neubrandenburg; † 29. Dezember 1962 in Berlin) war ein hessischer Politiker (CDU) und ehemaliger Landrat des Untertaunuskreises.

## Ausbildung und Beruf
Otto Vitense (der Jüngere) wurde als zweiter Sohn und jüngstes Kind des gleichnamigen Neubrandenburger Gymnasiallehrers Otto Vitense und dessen Frau Elise, geborene Krog (1887–1976) geboren. Er besuchte die Volksschule und das Humanistische Gymnasium in Neubrandenburg. Sein Studium an den Universitäten Rostock, Jena, Wien und Leipzig in den Jahren 1930 bis 1937 schloss er mit der Promotion in Leipzig und dem Staatsexamen für das höhere Lehramt in Rostock ab. Seit 1938 arbeitete er in einem Berliner Verlag.

## Politik
Otto Vitense wurde nach dem Zweiten Weltkrieg politisch tätig und Kreisvorsitzender der CDU in Schlüchtern bis August 1946. Er war auch Mitglied des Landesvorstandes der CDU Hessen.
Otto Vitense wurde von der amerikanischen Besatzungsbehörde für den Zeitraum Juli 1945 bis Dezember 1945 als Bürgermeister und stellvertretender Landrat in Schlüchtern eingesetzt. 1948 bis 1962 war er gewählter Landrat im Untertaunuskreis. Vom 1. Oktober 1946 bis 30. November 1946 war er Mitglied der Verfassungberatenden Landesversammlung Groß-Hessen.

## Publikationen
- Walter von Molo. Das Wesen des Schriftstellers. Diss., Universität Leipzig 1936